# Silvio Suárez
Silvio Suárez (Itacurubí del Rosario, 5 gennaio 1969) è un ex calciatore paraguaiano, di ruolo difensore.

## Carriera

### Club
Ha giocato per otto anni nel Club Olimpia di Asunción, la più titolata squadra del Paraguay, vincendo titoli nazionali e internazionali, tra cui la Coppa Libertadores 1990; trasferitosi al Talleres de Córdoba, vi rimane per due stagioni e fa ritorno in Paraguay dove annuncia il suo ritiro nel 2002.
Tornato a giocare nel 2008 con la maglia del club 12 de Octubre di Pirayú, una piccola società che milita nel campionato regionale paraguaiano, si ritira al termine della stagione in seguito al mancato avanzamento del club nel campionato.

### Nazionale
Debutta con la Nazionale di calcio paraguaiana nel 1991, totalizzando 34 presenze nell'arco di otto anni.

## Palmarès

### Club

#### Competizioni nazionali
- Campionato paraguaiano: 3

Olimpia: 1993, 1995, 1997

#### Competizioni internazionali
- Coppa Libertadores: 1

Olimpia: 1990
- Supercoppa Sudamericana: 1

Olimpia: 1990
- Recopa Sudamericana: 1

Olimpia: 1990
- Coppa CONMEBOL: 1

Talleres: 1999